# Kammerwahl 2023
- Lénk: 2
- LSAP: 11
- Gréng: 4
- Pirate: 3
- DP: 14
- CSV: 21
- ADR: 5

Die 25. Kammerwahl (luxemburgisch Chamberwal) in Luxemburg fand am 8. Oktober 2023 statt. Die 60 Mitglieder der Abgeordnetenkammer wurden für fünf Jahre neu bestimmt.

## Wahlrecht

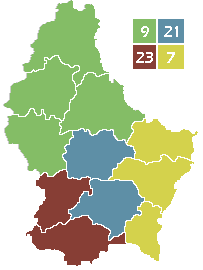
Wahlbezirke mit der Anzahl an Sitzen

Wahlpflicht besteht für alle Luxemburger ab 18 Jahren. Davon ausgenommen sind Wahlberechtigte über 75 Jahren und nicht-ansässige wahlberechtigte Luxemburger.
Die Verfassung schreibt eine Verhältniswahl vor und legt die Einteilung des Landes in vier Wahlbezirke fest, nämlich den Süden, das Zentrum, den Norden und den Osten. Die Verteilung der insgesamt 60 Sitze auf die Wahlbezirke wird durch ein Gesetz bestimmt, das von der Kammer mit Zweidrittelmehrheit angenommen werden muss.
| Wahlbezirk | Wahlbezirk | Sitze | Kantone des Wahlbezirks                      |
|            | Süden      | 23    | Capellen und Esch/Alzette                    |
|            | Zentrum    | 21    | Luxemburg und Mersch                         |
|            | Norden     | 9     | Clerf, Diekirch, Redingen, Vianden und Wiltz |
|            | Osten      | 7     | Echternach, Grevenmacher und Remich          |

Die Sitze werden ohne Sperrklausel nach dem D’Hondt-Verfahren verteilt. Die Wähler haben so viele Stimmen, wie im Wahlkreis Abgeordnete zu wählen sind. Sie können maximal zwei Stimmen demselben Kandidaten geben. Innerhalb der Liste werden die Sitze mit den stimmenstärksten Bewerbern besetzt.

## Kandidaturen
Neun Parteien treten in allen vier Wahlbezirken an. Weitere vier Parteien treten in zwei oder drei Wahlbezirken an.
Die Nummerierung der Listen wurde am 10. August 2023 von Pierre Calmes, Präsident des Staatsbezirksgerichts, festgelegt. Die Listennummern der Parteien, die auch bei den Kommunalwahlen im Juni angetreten waren, wurden beibehalten. Die Partei Mir d’Vollek tritt bei der Kammerwahl nicht an, so dass die Nummer 8 frei bleibt. Die Nummern der weiterer Parteien wurden gelost.
| Liste | Partei                                     | Ausrichtung          | Spitzenkandidat   | Wahlbezirk            | Mandate vor der Wahl |
| ----- | ------------------------------------------ | -------------------- | ----------------- | --------------------- | -------------------- |
| 1     | LSAP                                       | sozialdemokratisch   | Paulette Lenert   | alle                  | 10/60                |
| 2     | DP – Demokratesch Partei                   | liberal              | Xavier Bettel     | alle                  | 12/60                |
| 3     | déi gréng                                  | grün                 | Sam Tanson        | alle                  | 9/60                 |
| 4     | CSV – Chrëschtlech-Sozial Vollekspartei    | christdemokratisch   | Luc Frieden       | alle                  | 21/60                |
| 5     | déi Lénk                                   | links                | Gary Diderich     | alle                  | 2/60                 |
| 6     | ADR – Alternativ Demokratesch Reformpartei | nationalkonservativ  | Fred Keup         | alle                  | 3/60                 |
| 7     | Piraten                                    | Piratenbewegung      | Sven Clement      | alle                  | 2/60                 |
| 9     | Fokus                                      | zentristisch         | Frank Engel       | alle                  |                      |
| 10    | Volt                                       | europaföderalistisch | Phillipe Schannes | Süden, Osten          |                      |
| 11    | KPL, d’Kommunisten                         | kommunistisch        | Ali Ruckert       | Süden, Osten, Zentrum |                      |
| 12    | Liberté/Fräiheet                           | rechtspopulistisch   | Roy Reding        | alle                  | 1/60                 |
| 13    | Déi Konservativ, d’Fräiheetspartei         | konservativ          | Joe Thein         | Norden, Süden         |                      |

## Ausgangslage
Bei der Wahl 2018 blieb die CSV trotz Verlusten von fünf Prozent stärkste Kraft. Leichte Verluste mussten auch die LSAP und DP hinnehmen, während Gréng und Pirate starke und ADR und Lénk leichte Gewinne verzeichnen konnten.
Nach der Wahl kam es zur erneuten Koalition von LSAP, DP und Gréng unter Premierminister Xavier Bettel.

## Umfragen

### Stimmenanteil
(Quelle: )
| Institut        | Datum      | CSV    | LSAP   | DP     | Gréng  | ADR    | Pirate | Lénk  | KPL   | Dem.  | DK    | Volt  | Fokus | Sonst. |
| --------------- | ---------- | ------ | ------ | ------ | ------ | ------ | ------ | ----- | ----- | ----- | ----- | ----- | ----- | ------ |
| Kammerwahl 2023 | 08.10.2023 | 29,2 % | 18,9 % | 18,7 % | 8,6 %  | 9,3 %  | 6,7 %  | 3,9 % | 0,6 % | —     | 0,2 % | 0,2 % | 2,5 % | 1,1 %  |
| Ilres           | 04.09.2023 | 28,3 % | 19,8 % | 17,4 % | 10,7 % | 6,9 %  | 9,9 %  | 5,0 % | 0,4 % | —     | 0,1 % | 0,3 % | 1,1 % | —      |
| TNS             | 20.04.2023 | 27,1 % | 17,9 % | 17,1 % | 12,8 % | 7,5 %  | 10,0 % | 4,3 % | 0,5 % | 0,3 % | —     | 0,4 % | 2,0 % | —      |
| TNS             | 05.12.2022 | 23,3 % | 20,7 % | 18,4 % | 12,1 % | 7,7 %  | 9,6 %  | 5,8 % | 0,5 % | 0,3 % | 0,1 % | 0,1 % | 1,5 % | —      |
| TNS             | 07.06.2022 | 23,0 % | 18,0 % | 18,1 % | 13,7 % | 7,6 %  | 9,7 %  | 5,6 % | 0,4 % | 0,3 % | 0,2 % | 0,5 % | 2,9 % | —      |
| TNS             | 19.11.2021 | 21,6 % | 20,2 % | 16,2 % | 12,4 % | 11,3 % | 11,1 % | 5,0 % | 0,8 % | 0,6 % | 0,5 % | 0,3 % | —     | —      |
| TNS             | 21.06.2021 | 24,6 % | 17,8 % | 19,3 % | 13,4 % | 7,6 %  | 8,0 %  | 7,0 % | 1,0 % | 0,6 % | 0,2 % | 0,5 % | —     | —      |
| TNS             | 24.11.2020 | 25,7 % | 19,8 % | 19,9 % | 11,5 % | 9,6 %  | 5,9 %  | 5,8 % | 0,9 % | 0,5 % | 0,3 % | 0,1 % | —     | —      |
| TNS             | 24.06.2020 | 27,5 % | 16,4 % | 20,6 % | 13,4 % | 8,2 %  | 4,8 %  | 7,3 % | 1,1 % | 0,3 % | 0,2 % | —     | —     | —      |
| TNS             | 23.12.2019 | 30,1 % | 15,0 % | 16,6 % | 15,9 % | 10,5 % | 5,4 %  | 5,5 % | 0,8 % | 0,1 % | 0,2 % | —     | —     | —      |
| Kammerwahl 2018 | 14.10.2018 | 28,3 % | 17,6 % | 16,9 % | 15,1 % | 8,3 %  | 6,5 %  | 5,5 % | 1,3 % | 0,3 % | 0,3 % | —     | —     | —      |

### Sitzverteilung
| Institut        | Datum      | CSV | LSAP | DP | Gréng | ADR | Pirate | Lénk |
| --------------- | ---------- | --- | ---- | -- | ----- | --- | ------ | ---- |
| Kammerwahl 2023 | 08.10.2023 | 21  | 11   | 14 | 4     | 5   | 3      | 2    |
| Ilres           | 04.09.2023 | 19  | 13   | 11 | 7     | 3   | 5      | 2    |
| TNS             | 20.04.2023 | 17  | 12   | 11 | 8     | 4   | 6      | 2    |
| TNS             | 05.12.2022 | 15  | 13   | 12 | 8     | 4   | 6      | 2    |
| TNS             | 07.06.2022 | 16  | 12   | 12 | 8     | 4   | 6      | 2    |
| TNS             | 19.11.2021 | 15  | 12   | 9  | 8     | 7   | 7      | 2    |
| TNS             | 21.06.2021 | 17  | 11   | 13 | 8     | 4   | 4      | 3    |
| TNS             | 24.11.2020 | 17  | 12   | 14 | 8     | 5   | 2      | 2    |
| TNS             | 24.06.2020 | 19  | 10   | 15 | 8     | 4   | 1      | 3    |
| TNS             | 23.12.2019 | 20  | 9    | 11 | 10    | 6   | 2      | 2    |
| Kammerwahl 2018 | 14.10.2018 | 21  | 10   | 12 | 9     | 4   | 2      | 2    |

## Ergebnisse

Stimmenstärkste Parteien nach Gemeinden

Die Ergebnisse nach Wahlbezirken und landesweit:
|                     | Wahlbezirk Süden | Wahlbezirk Süden | Wahlbezirk Süden | Wahlbezirk Osten | Wahlbezirk Osten | Wahlbezirk Osten | Wahlbezirk Zentrum | Wahlbezirk Zentrum | Wahlbezirk Zentrum | Wahlbezirk Norden | Wahlbezirk Norden | Wahlbezirk Norden | Luxemburg insgesamt | Luxemburg insgesamt | Luxemburg insgesamt | Luxemburg insgesamt |
| Anzahl              | %                | Sitze            | Anzahl           | %                | Sitze            | Anzahl           | %                  | Sitze              | Anzahl             | %                 | Sitze             | Anzahl            | % unge- wichtet     | % ge- wichtet *     | Sitze (+/− zu 2018) |                     |
| ------------------- | ---------------- | ---------------- | ---------------- | ---------------- | ---------------- | ---------------- | ------------------ | ------------------ | ------------------ | ----------------- | ----------------- | ----------------- | ------------------- | ------------------- | ------------------- | ------------------- |
| Wahlberechtigte     | 111.884          |                  |                  | 40.246           |                  |                  | 81.687             |                    |                    | 52.922            |                   |                   | 286.739             |                     |                     |                     |
| Wähler              | 98.327           | 87,9             |                  | 35.609           | 88,5             |                  | 68.615             | 84,0               |                    | 47483             | 89,7              |                   | 250.034             | 87,20               |                     |                     |
| Gültige Stimmzettel | 89.832           | 91,4             |                  | 33.484           | 94,0             |                  | 64.114             | 93,4               |                    | 43.913            | 92,5              |                   | 231.343             | 92,52               |                     |                     |
| Gültige Stimmen     | 1.904.069        |                  |                  | 226.107          |                  |                  | 1.255.820          |                    |                    | 377.404           |                   |                   | 3.763.400           |                     |                     |                     |
| Sitze insgesamt     |                  |                  | 23               |                  |                  | 7                |                    |                    | 21                 |                   |                   | 9                 |                     |                     |                     | 60                  |
|                     |                  |                  |                  |                  |                  |                  |                    |                    |                    |                   |                   |                   |                     |                     |                     |                     |
| CSV                 | 529.283          | 27,8             | 7                | 69.210           | 30,6             | 3                | 376.078            | 29,9               | 7                  | 124.965           | 33,1              | 4                 | 1.099.536           | 29,22               | 29,84               | 21 (±0)             |
| DP                  | 268.591          | 14,1             | 4                | 51.810           | 22,9             | 2                | 317.194            | 25,3               | 6                  | 66.110            | 17,5              | 2                 | 703.705             | 18,70               | 19,15               | 14 (+2)             |
| LSAP                | 467.088          | 24,5             | 6                | 39.049           | 17,3             | 1                | 148.046            | 11,8               | 3                  | 57.693            | 15,3              | 1                 | 711.876             | 18,92               | 18,15               | 11 (+1)             |
| ADR                 | 199.903          | 10,5             | 2                | 21.404           | 9,5              | 1                | 82.230             | 6,5                | 1                  | 45.422            | 12,0              | 1                 | 348.959             | 9,27                | 9,55                | 5 (+1)              |
| Déi Gréng           | 134.590          | 7,1              | 2                | 17.282           | 7,6              |                  | 144.834            | 11,5               | 2                  | 25.193            | 6,7               |                   | 321.899             | 8,55                | 8,31                | 4 (−5)              |
| PPLU                | 131.708          | 6,9              | 1                | 11.071           | 4,9              |                  | 81.668             | 6,5                | 1                  | 29.110            | 7,7               | 1                 | 253.557             | 6,74                | 6,66                | 3 (+1)              |
| Déi Lénk            | 82.914           | 4,4              | 1                | 5.687            | 2,5              |                  | 49.481             | 3,9                | 1                  | 9.758             | 2,6               |                   | 147.840             | 3,93                | 3,62                | 2 (±0)              |
| Fokus               | 41.966           | 2,2              |                  | 5.685            | 2,5              |                  | 34.323             | 2,7                |                    | 11.858            | 3,1               |                   | 93.832              | 2,49                | 2,58                |                     |
| Liberté - Fräiheet! | 16.736           | 0,9              |                  | 3.457            | 1,5              |                  | 16.535             | 1,3                |                    | 5.925             | 1,6               |                   | 42.653              | 1,13                | 1,23                |                     |
| KPL                 | 17.715           | 0,9              |                  | 898              | 0,4              |                  | 5.431              | 0,4                |                    | –                 |                   |                   | 24.044              | 0,64                | 0,53                |                     |
| déi Konservativ     | 7.126            | 0,4              |                  | –                |                  |                  | –                  |                    |                    | 1.370             | 0,4               |                   | 8.496               | 0,23                | 0,21                |                     |
| VOLT                | 6.449            | 0,3              |                  | 554              | 0,2              |                  | –                  |                    |                    | –                 |                   |                   | 7.003               | 0,19                | 0,17                |                     |

## Analysen des Wahlausgangs
Die seit zehn Jahren regierende Dreierkoalition, eine rot-blau-grüne „Gambia-Koalition“ aus Sozialdemokraten, Liberalen und Grünen, verlor ihre knappe parlamentarische Mehrheit. Sie konnte statt der bisherigen 31 Sitze nur noch 29 gewinnen. Die Hauptverluste lagen bei den Grünen, die ihren Mandatsanteil von bisher 9 auf 4 Mandate mehr als halbierten. Dieser Verlust konnte auch durch die leichten Hinzugewinne der Sozialdemokraten (+1) und Liberalen (+2) nicht wettgemacht werden. Die konservative Christlich-Soziale Volkspartei konnte zwar keine Mandate hinzugewinnen, wurde aber klar stärkste Partei. Die rechtsgerichtete ADR konnte ein Mandat hinzugewinnen und erreichte damit Fraktionsstärke. Die Piratenpartei gewann ebenfalls ein Mandat hinzu.
Über die Ursachen des starken Verlustes der Grünen, die ihr schlechtestes Ergebnis bei Parlamentswahlen seit 1984 erzielten, wurde spekuliert. Es wurde argumentiert, dass die Grünen bei der vorangegangenen Kammerwahl 2018 mit 15,1 Prozent und neun Sitzen ihr Potential maximal ausgeschöpft hätten und dementsprechend nur noch hätten verlieren können. Möglicherweise habe auch das „ausgeprägte Grünen-Bashing“ aus Deutschland nach Luxemburg herübergewirkt und zum Ergebnis beigetragen.

## Regierungsbildung
Schnell zeichnete sich eine Koalition aus CSV und DP ab. Die neue Regierung aus Mitgliedern dieser Parteien trat ihr Amt am 17. November 2023 an. Neuer Premierminister wurde Luc Frieden (CSV), sein Vorgänger Xavier Bettel (DP) wurde Außenminister.